# FlyingDog
株式会社FlyingDog（日語：株式会社フライングドッグ），商標圖案記作flying DOG，是勝利娛樂旗下動畫相關事業。

## 概要
FLYING DOG
1976年由勝利音樂產業（当時）的高垣健創設日本搖滾樂唱片品牌，於1982年停止發行。所屬藝人有PANTA、野宮真貴、Halmens、渡邊勝、山岸潤史等，活動海報曾使用漢字表記。
flying DOG
2007年10月，勝利娛樂動畫相關廠牌「m-serve」移管至JVC娛樂，並更名「flying DOG」，亦表記「flying DOG/JVC Ent.」。
FlyingDog
2009年1月，以JVC娛樂的FlyingDog製作部為核心，公司分割法人化。

## 公司沿革
- 1997年2月3日，株式会社勝利網路（Victor Networks Company, Ltd.）設立。
- 2007年4月1日，JVC娛樂網株式会社（JVC Entertainment Networks, Inc.，JEN）變更商号為勝利音樂出版株式会社（Victor Music Publishing, Inc.，VMP），勝利網路改組JVC娛樂株式会社（JVC Entertainment Company, Ltd.，JE）接替業務。[10]
- 2009年1月1日，JVC娛樂改名株式会社FlyingDog，分割新設公司法人繼承商號。[9]

## 主要藝人
- 美波
- AKINO
- 西澤幸奏
- 新居昭乃
- OToGi8
- 柿島伸次
- 梶浦由記
- 千菅春香
- 菅野洋子
- 清浦夏實
- 小峰理紗（lisa）
- 坂本真綾
- 東山奈央
- 鈴木實里
- savage genius
- Taja
- 中野愛子
- FictionJunction
- 松元環季
- 吉田旬吾
- Rhodanthe*
- ROUND TABLE featuring Nino
- Rayflower
- ROCKY CHACK
- ナノ（nano）
- 安野希世乃
- ワルキューレ
- JUNNA
- baby

### 移籍藝人
- ザッハトルテ
- 石川智晶
- 有坂美香
- 糸奇はな
- ALI PROJECT
- hibiku
- FIRE BOMBER
- May'n
- manzo
- 岩田光央
- See-Saw
- 牧野由依
- 三重野瞳
- 宮村優子
- 野水伊織
- 悠木碧
- 福山潤
- 石川智晶
- 桑島法子
- 中島愛
- 南里侑香（轉籍FictionJunction YUUKA）
- 山口理惠（引退）
- 沼倉愛美（2020年停止歌手活動）

## 外部連結
- 官方网站
- FlyingDog的Facebook專頁
- FlyingDog的X（前Twitter）
- YouTube上的FlyingDog頻道
- 勝利網路[]
- JVC娛樂網→JVC娛樂[]